# گونیب (شهر)
گونیب (آواری: Гъуниб) یک منطقهٔ مسکونی در روسیه است که در داغستان واقع شده‌است.